# Перес Алонсо, Виктор
Ви́ктор Леона́рдо Пе́рес Ало́нсо (исп. Víctor Leonardo Pérez Alonso; 12 января 1988, Альбасете, Испания) — испанский футболист, игравший на позиции полузащитника.

## Биография
Начинал футбольную карьеру во вторых командах «Хетафе» и «Алькоркона», в составе последних дебютировал на взрослом уровне в рамках Сегунды Б.
В 2009 году он подписал профессиональный контракт с клубом Сегунды «Уэска».
В июле 2011 года перешёл в «Реал Вальядолид», подписав контракт на три года. В первом сезоне за клуб провёл 44 матча во всех соревнованиях и помог клубу выйти в Ла Лигу, забив шесть мячей в чемпионате. В решающем матче плей-офф за повышение играл против своего бывшего клуба «Алькоркон».
Первый матч в высшем дивизионе Перес провёл 20 августа 2012, отыграв весь матч против «Сарагосы». Являлся железным игроком стартового состава, сыграв все матчи без замен до зимнего перерыва. На предматчевой тренировке перед игрой против «Сельты» получил перелом малоберцовой кости и выбыл на 4 месяца. За сезон забил 4 гола (все с пенальти), а команда заняла 14-е место, сохранив за собой место в лиге. В следующем сезоне команда до последнего тура сохраняла шансы на выживание, но вылетела в Сегунду. Виктор продлил соглашение с клубом на три года и на правах аренды отправился в клуб высшего дивизиона «Леванте», однако уже в январе 2015 контракт аренды был расторгнут.
27 марта 2015 года перешёл в аренду в клуб MLS «Чикаго Файр». Перес не смог закрепиться в основном составе клуба, отыграв в общей сложности лишь две минуты за команду, выйдя на замену в матче 4 апреля. 5 июня 2015 года «Чикаго Файр» объявил о непродлении аренды с Пересом и он вернулся в Испанию.
В июле 2015 снова был отправлен в аренду на год — в «Кордову», выступающей в Сегунде. Сезон 2016-17 провёл в аренде за бывший клуб «Алькоркон».
9 сентября 2017 присоединился к польской «Висле». 2 марта 2018 ненадолго отправился в «Бенгалуру».
В начале 2019 года подписал контракт с «Жальгирисом» и завоевал с командой серебряные медали чемпионата Литвы. Через год покинул клуб и во второй раз уехал в чемпионат Индии в клуб «Ист Бенгал» на замену своему соотечественнику Марти Креспи.
В январе 2021 после восьми месяцев без клуба перешёл в клуб третьей по силе лиги «Эль-Эхидо».
С февраля 2022 года выступает в чемпионате Андорры за «Атлетик» из общины Эскальдес-Энгордань. Стал чемпионом Андорры в сезоне 22/23 и дебютировал в предварительном раунде квалификации Лиги чемпионов в матче против «Будучности» (0:3).

## Достижения
«Атлетик (Эскальдес)»
- Чемпион Андорры: 2022/23
- Кубок Конституции: 2022

«Бенгалуру»
- Hero Super Cup: 2018